# Mallerenga emplomallada embridada
La mallerenga emplomallada embridada o mallerenga emplomallada americana (Baeolophus wollweberi) és una espècie d'ocell passeriforme que pertany a la família Pàrids endèmica de les muntanyes de Mèxic i el sud dels Estats Units.

## Subespècies
Es reconeixen quatre subespècies:
- B. w. vandevenderi (Rea, 1986) - Boscos de roure i ginebre d'Arizona i Nou Mèxic.
- B. w. phillipsi (Van Rossem, 1947) - SE d'Arizona (al sud del riu Gila) al noroeste de Mèxic (Durango).
- B. w. wollweberi (Bonaparte, 1850) - Terres altes centrals i sud de Mèxic (Durango a Nuevo León).
- B. w. caliginosus (Van Rossem, 1947) - oest de Mèxic (Sierra Madre del Sud de Guerrero i Oaxaca).

## Descripció
És ocell petit amb un gran plomall, amb un patró facial llistat en blanc i negre i barbeta negra. La resta de les parts superiors són grises i les parts inferiors blanques. La longitud varia entre els 11,5 i els 12,7 cm. Un niu estàndard varia de 5 fins a 9 ous de color blanc, tacats, o de color marró vermellós.

## Distribució i hàbitat
Es localitza al nord de Sonora, centre i sud-est d'Arizona, sud-oest de Nou Mèxic, nord-oest i centre de Chihuahua, nord de Durango, Zacatecas, centre de Nuevo León, oest de Tamaulipas, centre d'Oaxaca i oest de Veracruz.
L'hàbitat preferit són els roures, alzines o ginebres, àrees amb boscos mixtos riberencs de muntanyes a l'est i el sud-est d'Arizona (l'altiplà de Mogollón i la Sierra Blanca d'Arizona) i l'extrem sud-oest de Nou Mèxic (la regió de l'arxipèlag Madrense o el desert de Sonora oriental) als Estats Units fins al sud de Mèxic. Nien a l'orifici d'un arbre, ja sigui una cavitat natural o, de vegades, en un vell niu de picot que estigui a més d'un metre d'alçada i fins a uns nou metres. Alineen el niu amb materials tous. Normalment construït a partir de deixalles soltes de l'àlber trobats a baix: tiges, fulles i herbes.

## Comportament
Són sedentàries i a l'hivern poden unir-se formant petits estols mixtes.
S'alimenten activament a les branques, de vegades a terra, menjant principalment insectes, especialment erugues, però també llavors, nous i baies. Solen emmagatzemar aliments per a un ús posterior.
El cant es descriu generalment com un xiulet «pidi-pidi-pidi-pidi». Emeten una gran varietat de sons diferents (la majoria té un to similar).